# نسر الهملايا
نسر الهملايا نسر من نسور العالم القديم، من رتبة البازيات والفصيلة البازية، وهو قريب جيني من النسر الأسمر الأوروبي، وقد اعتُبر مرةً نويع من نويعات النسر الأسمر. يوجد نسر الهملايا على طول جبال الهملايا وهضبة التبت المجاورة لها. نسر الهملايا واحد من أكبر نوعين من نسور العالم القديم والطيور الجارحة.

## الوصف والهيئة

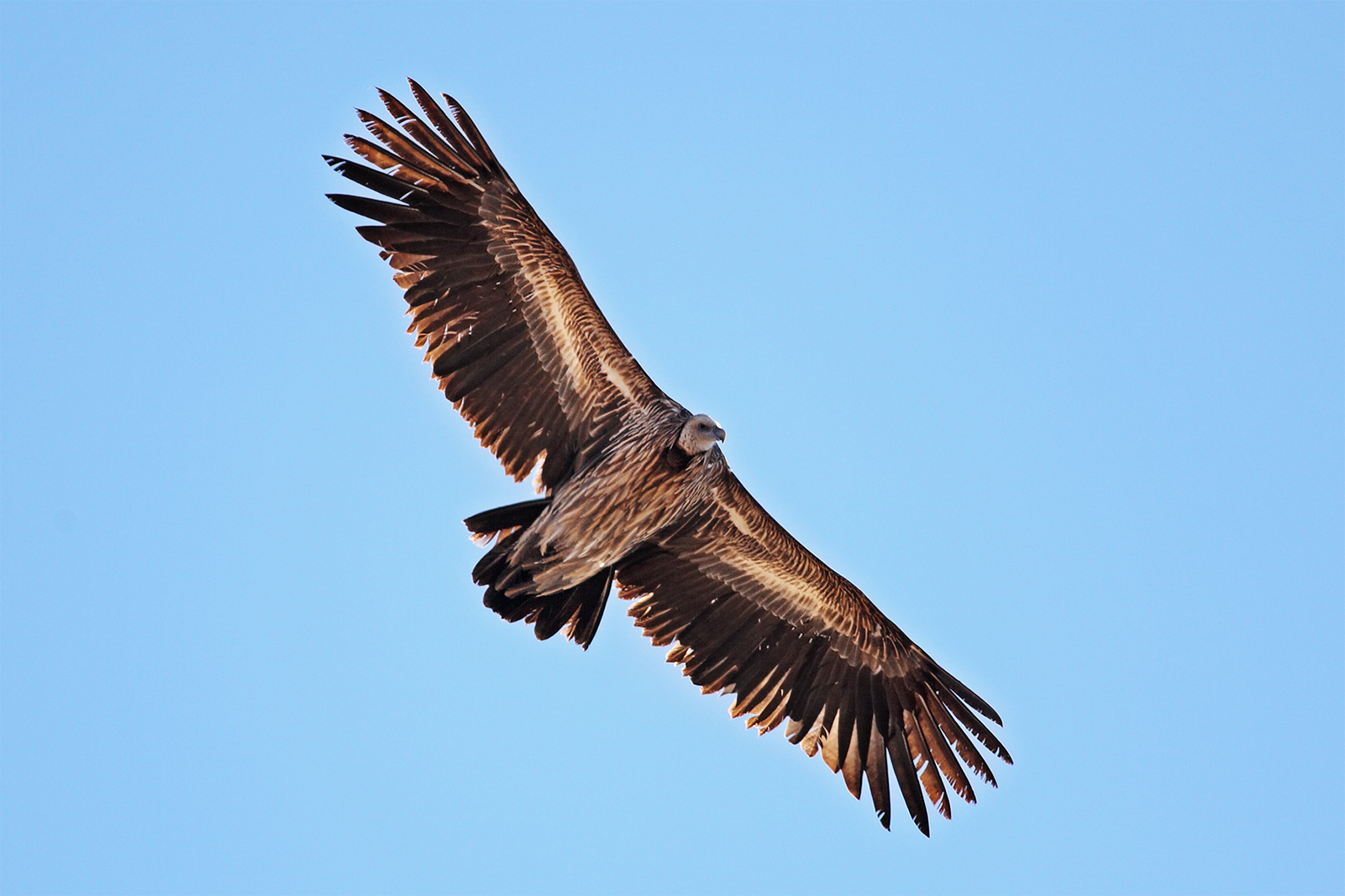
نسر هملايا يافع أثناء الطيران

نسر الهملايا نسر كبير الحجم، وقد يكون الطائرَ الأكبرَ حجماً ووزناً في جبال الهملايا. يملك الفرد البالغ تحت رقبته قَبَّةً لونها بني فاتح مع أشرطة بيضاء عليها، وريشاتها طويلة ومستدقة الرأس، ويعلو هذه القَبَّة جزء جلدي لونه أزرق فاتح، ومنقار أصفر اللون، أما سيقانه فلونها زهري. تملك الأفراد اليافعة أجزاءً فاتحة اللون تصل إلى المنقار، وعندما يطير النسر ويفتح جناحيه، تظهر ريشات فاتحة تحتهما. لون ذيل النسر وجناحيه هو البني الغامق، وهو لون مغاير للّون الفاتح الذي يغطي باقي الجسم.
حجم نسر الهملايا قريب من حجم النسر الأسود، الذي يكون أقصر قليلاً ولكن أكبر حجماً، ووزنه أكبر من وزن نسر الهملايا. وقد أشارت دراسة إلى أن متوسط وزن نسر الهملايا 9 كغم، ولكن المدى يتراوح ما بين 8 إلى 12 كغم حسب الظروف المتاحة للنسر. أما باع جناح نسر الهملايا فيختلف باختلاف الطريقة المتبعة في قياسه، والقياسات المنشورة تتراوح بين 2,6 متر و 3,1 متر.

## الانتشار
يوجد نسر الهملايا بشكل أساسي في مرتفعات جبال الهملايا، وجبال بامير، وكازاخستان، وهضبة التبت. أما الأفراد اليافعة، فقد توجد في الجنوب من ذلك، وقد لوحظ وجود بعض الأفراد المتجولة في تايلاند وبورما وسنغافورة وكامبوديا.

## المرجع
- نسر الهملايا